# 鉛色勻鯻
鉛色勻鯻（學名：Leiopotherapon plumbeus）為鱸形目鱸亞目鯻科的其中一種，分布於亞洲菲律賓呂宋島淡水流域，為熱帶淡水魚，本魚體粗壯，呈紡錘型，吻尖，側線明顯，體色為銀色，背部為鐵灰色，腹部銀白色，尾鰭叉形，體長可達15.9公分，成魚棲息在沙石底質、水質清澈的溪流及水塘底中層水域，屬肉食性，以甲殼類及小魚為食，成魚會保護卵並搧動魚鰭提供足夠的氧，生活習性不明，可做為食用魚。1991年鉛色勻鯻是菲律賓貝湖數量最多的魚種，但由於過度捕撈、汙染等因素導致也生族群逐漸減少，目前透過人工養殖來增加其族群數量。

## 擴展閱讀
維基物種上的相關：鉛色勻鯻